# 브라질 포르투갈어
브라질 포르투갈어(브라질 포르투갈어: Português brasileiro, Português do Brasil)는 브라질에서 사용하는 포르투갈어이다.

## 개요
브라질 포르투갈는 포르투갈에서 사용하는 유럽 포르투갈어와 큰 차이를 보인다. 브라질 포르투갈어는 유럽 포르투갈어와 달리 스페인어, 이탈리아어와 아메리카 대륙의 원주민 언어에서 유래된 단어를 사용한다. 오늘날 사용되는 포르투갈어의 종류 중 가장 많이 그리고 흔하게 사용되는 포르투갈어는 브라질 포르투갈어이다. 브라질 포르투갈어는 지역별 방언이 다양하며, 브라질 포르투갈어의 표준은 상파울루나 히우지자네이루 브라질리아에서 사용되는 남부 브라질 포르투갈어 방언이다.

## 분포도

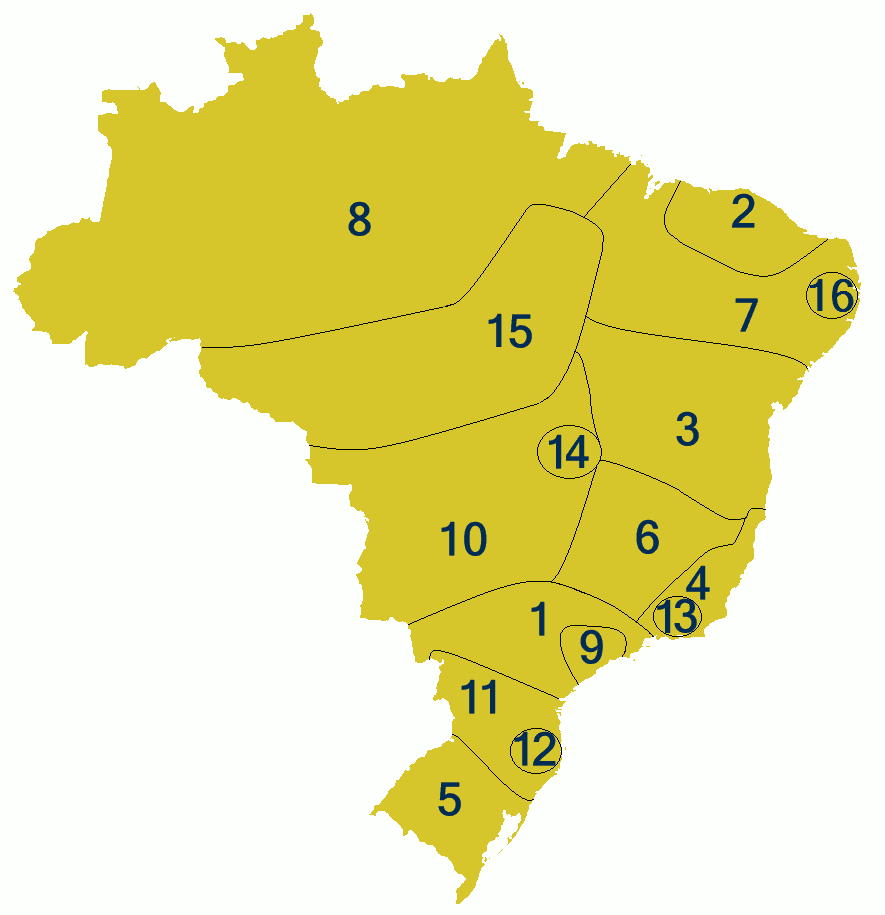
브라질의 포르투갈어 방언

1. 카이피라 (Caipira)— 상파울루주[1], 미나스제라이스주 남부 , 파라나 주 북부, 마투그로수두술주 남동부
2. 세아렌시 (Cearense)—세아라주.
3. 바이아누 (Baiano)—바이아주.
4. 플루미넨시 (Fluminense)—리우데자네이루주 지역에서 사용되는 다양한 방언[2]
5. 가우슈 (Gaúcho)—히우그란지두술주. (주 전역에 걸쳐 다양한 유럽출신 이민자들의 영향으로 여러 구별되는 억양이 존재함.)
6. 미네이루 (Mineiro)—미나스제라이스주[3][출처 필요]
7. 노르데스치누 (Nordestino)—브라질의 북동부 지역 (페르남부쿠주, 파라이바주, 히우그란지두노르치주에서 각각의 억양이 차이가 존재함).[4]
8. 노르치스타 (Nortista)—아마존 분지 지역의 주들.
9. 파울리스타누 (Paulistano)—상파울루 시와 상파울루 주 동부 일부 지역.포르투갈어 화자의 국가별 비중

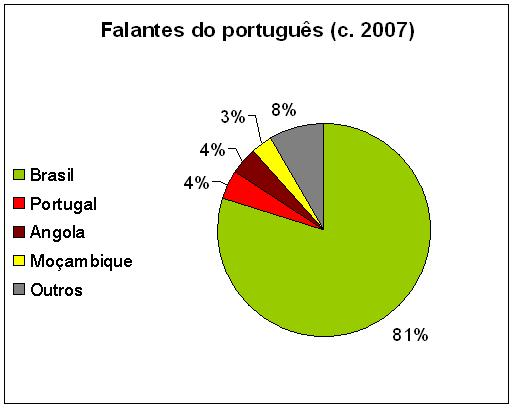
포르투갈어 화자의 국가별 비중

10. 세르타네주 (Sertanejo)—고이아스주와 마투그로수주.
11. 술리스타 (Sulista)—히우그란지두술주 북부와 상파울루 주 남부 사이의 지역.[5]
12. 카리오카 (Carioca)— 리우데자네이루 시와 니테로이 시 인근.
13. 브라질리엔시 (Brasiliense)—브라질리아 시. 도시 건설로 몰려든 이주자들의 영향을 받음.

## 같이 보기
- 브라질
- 포르투갈어